# زغبة كيلنية
زغبة كيلنية (الاسم العلمي: Graphiurus kelleni) (بالإنجليزية: Kellen’s African Dormouse)‏ هو نوع من الثدييات يتبع جنس الزغبة الأفريقية من فصيلة الزغبات.